# Geothespis australis
Geothespis australis är en bönsyrseart som beskrevs av Giglio-Tos 1916. Geothespis australis ingår i släktet Geothespis och familjen Mantidae. Inga underarter finns listade i Catalogue of Life.